# 乾隆帝皇九子
皇九子（1748年8月2日—1749年6月11日），愛新覺羅氏，乾隆十三年七月初九日生，乾隆帝第九子，生母為淑嘉皇贵妃金氏。乾隆十四年四月廿七日殤，年二歲，未封。是履端親王永珹、儀慎親王永璇的同母弟弟和成亲王永瑆的同母哥哥。